# ワキアカヒドリ

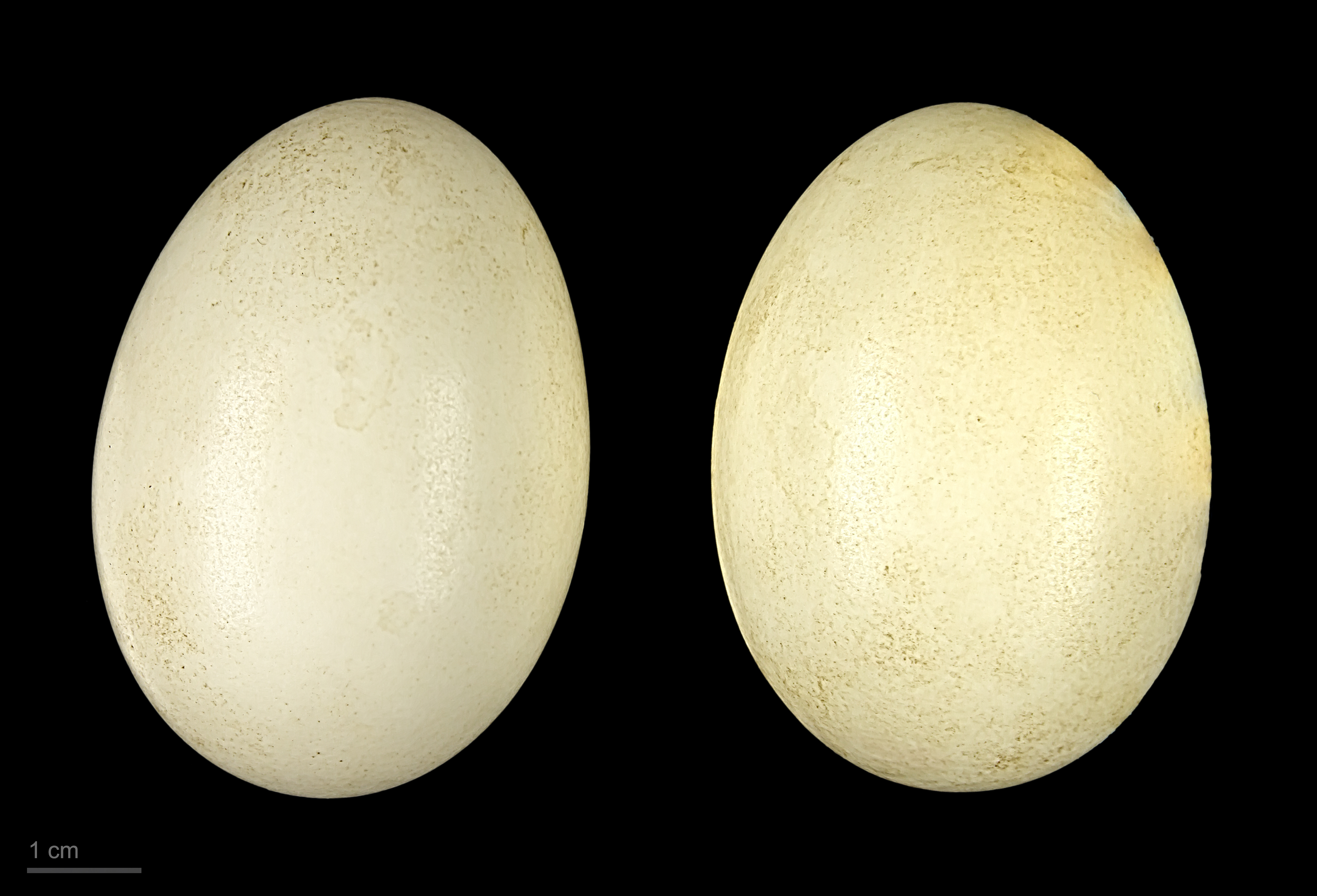
Mareca sibilatrix

ワキアカヒドリ (Mareca sibilatrix)は、カモ科の鳥の一種。

## 分布
南アメリカ大陸